# Miguel Alemán Velasco

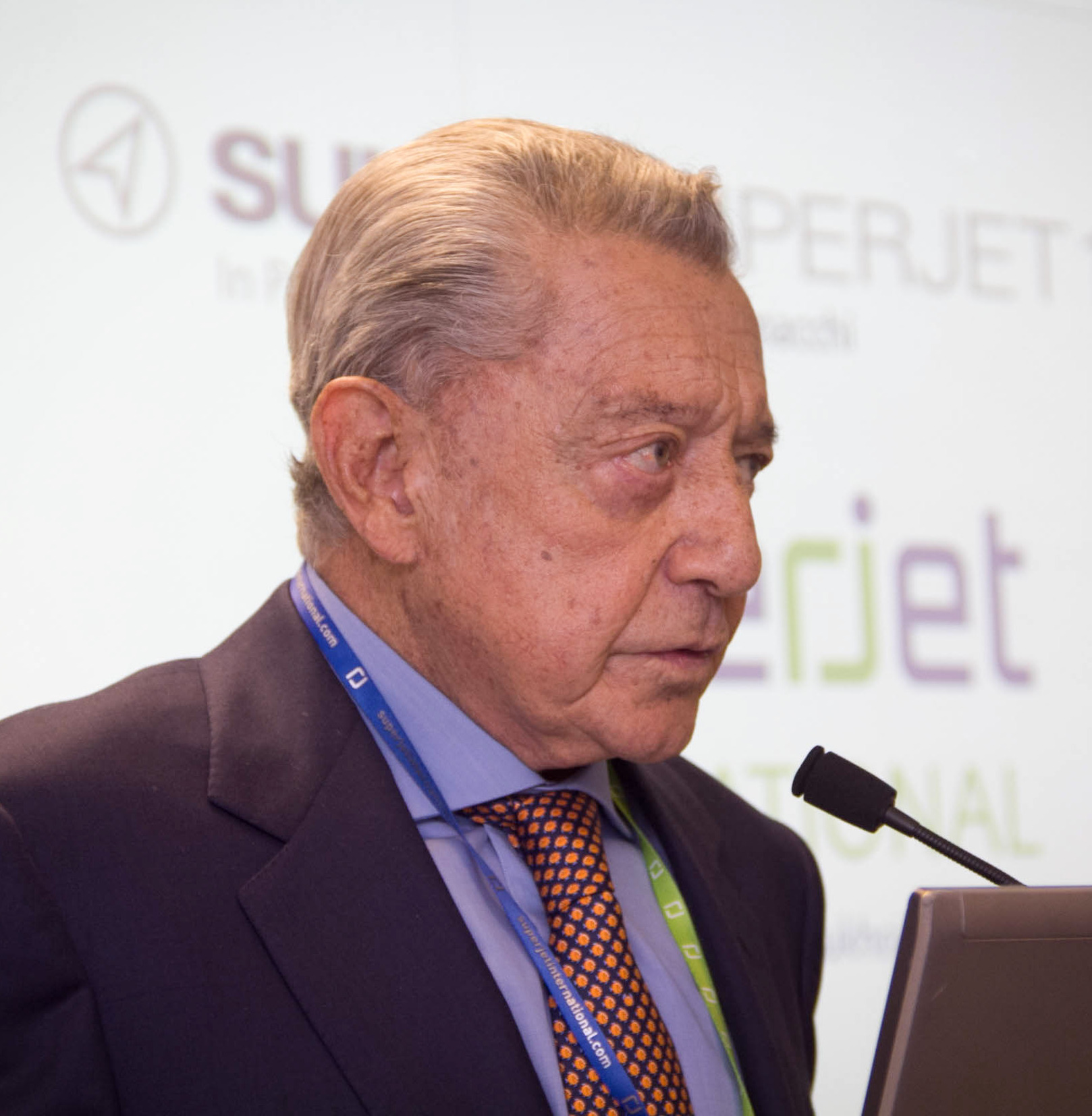
Miguel Alemán Velasco

Lic. Miguel Alemán Velasco (Veracruz, 18 maart 1932) is een Mexicaans ondernemer, filantroop en politicus van de Institutioneel Revolutionaire Partij (PRI).
Alemán is de zoon van Miguel Alemán Valdés, die van 1946 tot 1952 president van Mexico was. Hij is afgestudeerd in de rechten aan de Nationale Autonome Universiteit van Mexico (UNAM). Alemán is voormalig grootaandeelhouder en voorzitter van televisieconcern Televisa, maar heeft al zijn aandelen verkocht aan zijn zoon.
Van 1991 tot 1997 was Alemán senator en van 1998 tot 2004 gouverneur van zijn thuisstaat Veracruz.
Hij is getrouwd met Christiane Martel, actrice en Miss Universe in 1953.
- Bibliothèque nationale de France: cb11888368q (data)
- Gemeinsame Normdatei: 1057223255
- International Standard Name Identifier: 0000 0001 1077 346X
- Library of Congress Control Number: n82036070
- Nationale bibliotheek van Australië: 35720145
- Nederlandse Thesaurus van Auteursnamen: 069536422
- Système universitaire de documentation: 026681188
- Trove: 1057233
- Virtual International Authority File: 93205593
- WorldCat: E39PBJfRBbfYWhDqMfwKTGx4bd